# Заказанка (зупинний пункт)
Заказанка (біл. Заказанка) — пасажирський залізничний зупинний пункт Берестейського відділення Білоруської залізниці на неелектрифікованій лінії Берестя-Південний — Влодава між зупинними пунктами Прилуки (2,7 км) та Страдеч (2,8 км). Розташований в селі Заказанка Берестейського району Берестейської області.

## Пасажирське сполучення
На зупинному пункті Заказанка зупиняються регіональні поїзди економ-класу сполученням Берестя — Влодава.